# Michael Mortensen
Michael Mortensen (født 12. marts 1961 i Glostrup) er en dansk tidligere tennisspiller, og nuværende tennistræner. Han er tilknyttet Eurosport som ekspertkommentator.